# Dioscorea nanlaensis
Dioscorea nanlaensis är en enhjärtbladig växtart som beskrevs av Hen Li. Dioscorea nanlaensis ingår i släktet Dioscorea och familjen Dioscoreaceae. Inga underarter finns listade i Catalogue of Life.